# Shaw and Crompton
Pour les articles homonymes, voir Shaw et Crompton.

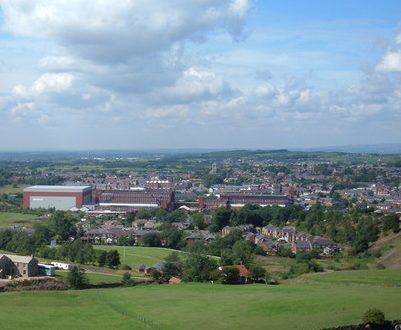
Vue de Shaw & Crompton

Shaw and Crompton est une ville du district métropolitain de Oldham, dans le comté métropolitain du Grand Manchester, en Angleterre. Elle est située à dix miles (16 km) au nord-est de la ville de Manchester, et deux miles (32 km) au nord de Oldham.
Shaw and Crompton s'est développé lors de la révolution industrielle, autour de l'industrie du coton.